# موج پالسی

چرخه کار

یک موج پالسی یا قطار پالس نوعی شکل موج غیر سینوسی است که شامل امواج مربعی (چرخه کاری ۵۰٪) و امواج مشابه به صورت دوره ای، اما نامتقارن (دوره کار دیگری غیر از ۵۰٪) است. این یک اصطلاح رایج برای برنامه‌نویسی سینتسایزر است و یک شکل موج معمولی در بسیاری از سینتسایزرها است. شکل دقیق موج توسط چرخه کار نوسانگر تعیین می‌شود. در بسیاری از سینتسایزرها، چرخه کار را می‌توان مدوله کرد که گاه به نام مدولاسیون عرض پالس شناخته می‌شود. موج پالس نیز به عنوان موج مستطیلی، نسخه دوره ای از تابع مستطیل ی شکل شناخته شده‌است.